# 글로벌 노스와 글로벌 사우스

남북 문제를 나타낸 지도. 파란색은 G8, 선진국, 제1세계 국가를 나타낸다.

글로벌 노스와 글로벌 사우스(영어: Global North and Global South) 또는 남북 격차(南北隔差, 영어: North–South divide)는 선진국과 개발도상국(후진국) 사이의 경제적, 정치적 격차로 인해 발생하는 문제를 말한다. 대부분의 선진국이 북반구에, 후진국이나 개발도상국이 적도 인근이나 남반구에 집중되어 있는 데서 나온 용어이다.
오스트레일리아와 뉴질랜드 등은 지리적으로 남반구에 위치하고 있지만 선진국으로 분류되므로 모든 남반구 국가를 후진국으로 보지는 않는다.
남북간의 빈부의 격차는 산업 혁명 후 눈에 띄게 된 현상이다. 그러나 19세기부터 20세기 초에 걸치는 시기, 즉 영국을 비롯한 유럽의 열강이 세계를 지배했던 시기에는 유럽이 공업원료와 식량을 남에서 수입하고 공업제품을 남으로 수출했다. 그러므로 발전하면 남쪽도 공업원료와 식량이 수출 증가를 통해서 어느 정도의 발전을 기대할 수 있었다.
그러나 두 차례의 세계 대전을 거쳐 유럽 대신 미국이 세계경제의 중심에 등장하게 됨으로써 사정은 크게 달라졌다. 미국은 유럽과는 달리 공업제품뿐 아니라 제1차산제품의 대수출국이기 때문에 미국의 발전이 저개발국의 수출 신장으로 직결될 수는 없기 때문이다. 유럽이나 일본이 전후에 부흥하던 시기에는 저개발국도 일시 그 혜택을 입었으나, 그후로는 선진국이나 사회주의 국가의 수출증가율이 저개발국의 수출증가율을 훨씬 상회하고 있다. 다시 말해서 남북간의 무역(수직무역)보다는 선진 제국간의 무역(수평무역)의 신장률이 더 커서 남북간의 빈부의 격차는 더 확대되는 상황에 있다.
오늘날 세계에는 이념과 정치 체제의 대립에서 오는 동서 문제와 경제격차에서 오는 남북 문제가 있는데 빈부의 차에서 오는 남북 문제는 동서 문제 못지않은 중요성을 띠고 있다. 미·러를 비롯한 선진국들은 동서 양진영의 어느 쪽에도 속하지 않는 나라가 많은 저개발지역, 즉 개발도상지역에 대해 활발히 경제원조를 하여 무역으로 해소할 수 없는 경제격차의 확대를 저지하며 세계 은행·제2세계은행·미주 개발 은행·아시아 개발 은행 등의 기구를 통해서 개발도상지역의 발전을 지원하고 있다. 개발도상국가들 자체도 국제 연합 무역 개발 회의나 GATT(관세·무역에 관한 일반협정)를 무대로 해서 선진 제국에 강력한 압력을 가해 개발도상국의 수출신장에 도움이 되는 특혜관세제도 같은 것이 마련되었다.

## 정의
| 0.800–1.000 (매우 높음) 0.700–0.799 (높음) 0.550–0.699 (보통) | 0.350–0.549 (낮음) 자료 없음 |

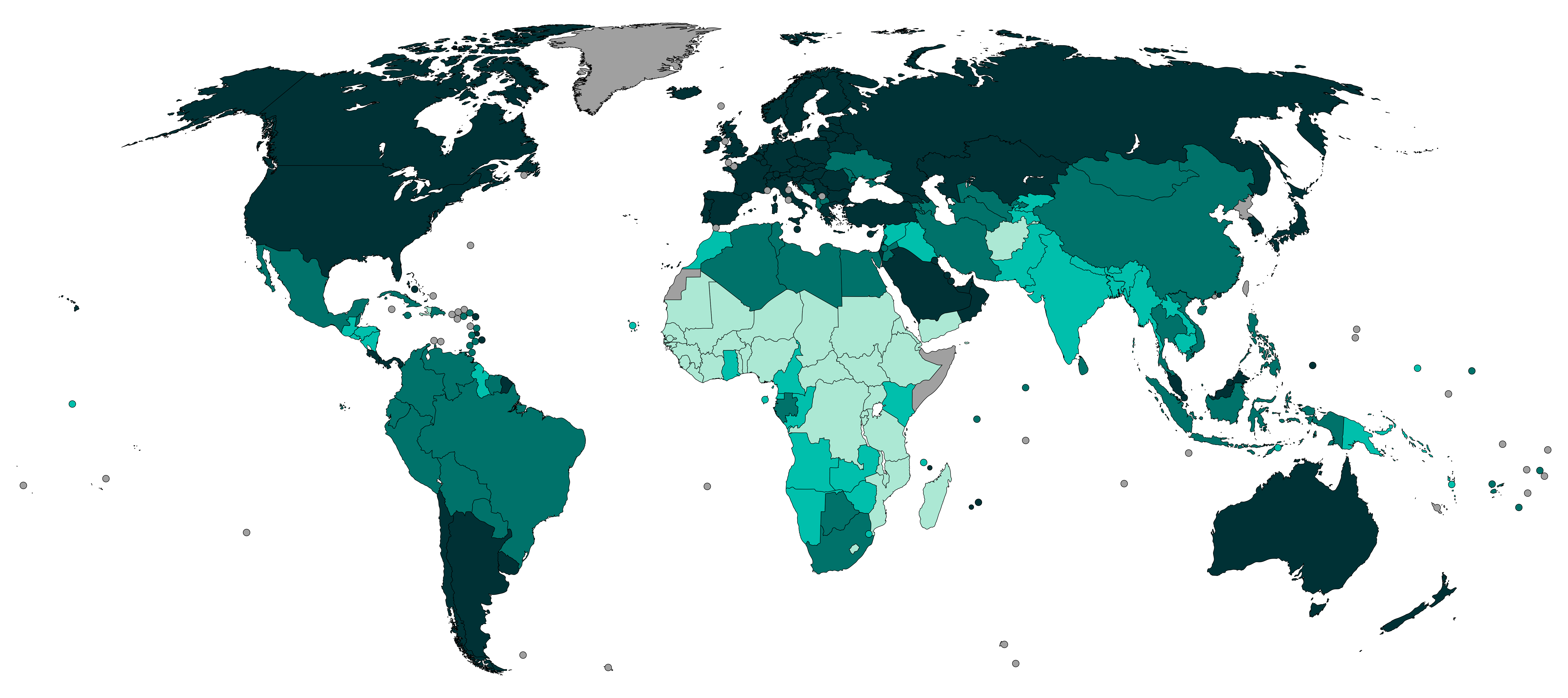
인간개발지수 범주를 나타내는 세계지도(2019)

일반적으로 '북반구(Global North)'는 지리적인 용어가 아니며, UNCTAD는 북반구가 주로 북아메리카와 유럽, 이스라엘, 일본, 한국, 호주, 뉴질랜드를 포괄한다고 설명한다. 반면에 '글로벌 남반구(Global South)'는 주로 아프리카, 라틴 아메리카와 카리브 해, 일본, 이스라엘, 한국을 제외한 아시아, 호주와 뉴질랜드를 제외한 오세아니아 등을 포함한다. 호주의 사회학자인 프랜 콜리어와 레윈 코넬은 호주와 뉴질랜드가 지리적으로 격리되어있고, 남반구에 위치하기 때문에 남반구 국가들과 유사하게 개발이 늦어진다고 주장한다
남반구는 일반적으로 나이지리아, 멕시코와 함께 땅 면적과 인구 면에서 가장 큰 남반구 국가인 중국, 인도, 인도네시아, 브라질, 파키스탄의 본거지로 여겨진다. 대부분의 남반구 국가들은 열대지방에 있거나 열대지방 근처에 위치하고 있다.
'북반구(Global North)'라는 용어는 일부 선진국을 포함하여 사용되기도 한다. 마찬가지로, '남반구(Global South)'라는 용어는 일부 개발도상국을 포함하여 사용된다. 남반구에 있는 대부분의 국가들은 공통적으로 낮은 소득, 높은 빈곤, 인구 밀도, 제한된 교육 기회, 부족한 의료 시스템 등의 생활 수준이 부족한 것이 특징이다. 또한 남반구 있는 도시들은 사회 기반 시설이 열악한 경우가 많다. 남반구 국가들은 농업이 주요 경제 수단이다.

## 용어의 발전
칼 올레스비가 1969년에 가톨릭 저널인 Commonwea에 베트남 전쟁에 관한 특별호를 기고하면서 "남반구"라는 용어를 사용했다. 올레스비는 수백 년 동안 "북반구의 남반구 지배가 고통스러운 사회 질서를 낳았다"고 주장했다.
이 용어는 20세기 후반에 인기를 얻었으며, 21세기 초반에 급격하게 확산되었다. 2004년에는 20편 이하의 출판물에 등장했지만, 2013년에는 수백 편의 출판물에 등장했다. 새로운 용어의 등장은 이전 시대, 즉 제3세계 또는 개발도상국의 곤경에 처한 현실을 살펴보는 것을 의미했다. "남반구"라는 단어는 앞선 단어와 비교하여 덜 계층적인 점을 의도하였다.
국가들을 경제적이며 발전적인 수준에 따라 구분하는 개념은 냉전 동안 동서 갈등에서 비롯되었다. 소련과 중국은 동양을 상징하며, 미국과 동맹국은 서양을 대표했다. "제3세계"라는 용어는 20세기 후반에 처음 등장했다. 이 용어는 알프레드 소비의 1952년 기사 "Trois Mondes, Une Planète"에서 유래했다. 초기에 제3세계는 냉전의 동서 갈등 뿐만 아니라 그 안에 포함된 국가들의 전 식민지 지위와 빈곤을 강조했다.
제3세계를 독자적인 정치적 주체로 활용하려는 노력이 진행되었다. 1955년 반둥회의는 제3세계 국가들 간의 초기 회의로, 동서 갈등의 양쪽 중 하나와의 동맹을 맺는 대안을 모색했다. 그 이후 1961년에는 제1차 비동맹 정상회의가 개최되었다. 동시에 국제 정치 용어에 '북'과 '남' 대신 사용되던 용어를 교체하는 정치적 개혁 프로젝트가 진행되며, 세계 경제를 "핵심"과 "주변"으로 구분하는 경제 비판 방식이 발전하고 표현되었다.
1973년, 알제에서 열린 비동맹 정상회의에서 남북간에 협상될 신국제경제질서의 추구가 시작되었다. 또한 1973년, 욤키푸르 전쟁의 결과로 아랍 OPEC 국가들에 의해 시작된 석유 금수조치는 10년 동안 가격이 계속 상승하면서 세계 유가의 상승을 야기했다. 이는 선진국들이 경제적으로 보호무역주의 정책을 증가시키고 남부의 저개발 국가들에 대한 원조를 줄이는 세계적인 불황의 원인이 되었다. 그 여유는 제3세계 국가들에게 상당한 대출을 제공한 서구 은행들에 의해 취해졌다. 그러나, 이 국가들 중 많은 국가들이 부채를 갚을 수 없었고, 이것은 IMF가 일정한 자유화 개혁을 하는 조건으로 그들에게 더 많은 대출을 연장하도록 이끌었다. 국제금융기구(IFIs)와 서구 정부들에 의해 제도화된 이 정책은 제2차 세계대전 이후부터 일반적이었던 대외 원조에 대한 케인즈의 접근법으로부터의 단절을 의미했다.
1987년 이후 구조조정 정책이 개발도상국에 미친 부정적인 사회적 영향에 대한 보고서는 IFI가 목표로 하는 반빈곤 프로젝트로 구조조정 정책을 보완하도록 이끌었다. 냉전이 끝나고 소련이 해체되면서 일부 제2세계 국가들은 제1세계에 가입했고 다른 국가들은 제3세계에 가입했다. 새롭고 간단한 분류가 필요했다. "북"과 "남"이라는 용어의 사용은 더 널리 퍼졌다.

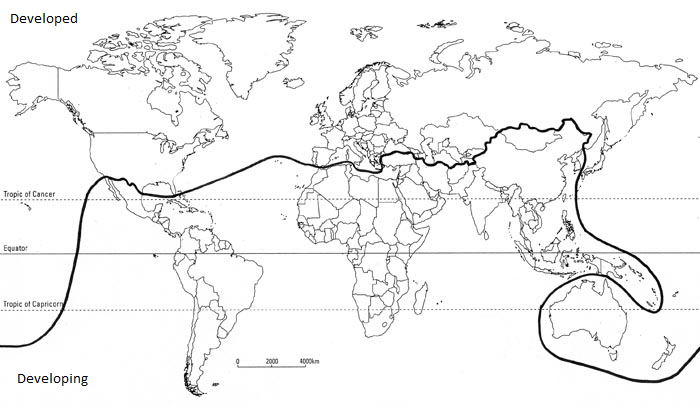
1980년대에 등장한 브란트 라인은 세계를 부유한 북반구과 가난한 남반구로 나누었다.

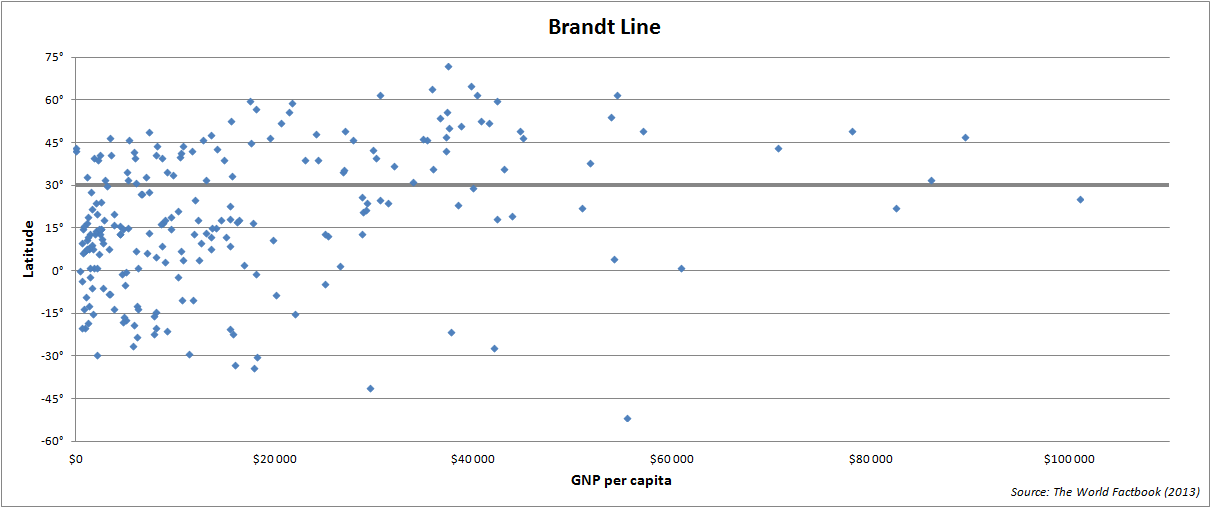
The World Factbook에 따른 국가위도 및 1인당 GDP. 브란트 라인은 굵은 글씨로 표시되어 있다.

### 브란트 라인
브란트 라인은 1980년대 서독의 전 총리 빌리 브란트가 제안한 남북 분단을 시각적으로 나타낸 개념으로, 이후 브란트 보고서로 알려졌다. 이 선은 미국과 멕시코를 포함한 아프리카와 중동 지역의 북쪽을 지나 중국과 몽골을 거쳐 일본, 호주, 뉴질랜드를 포함한 "부유한 북쪽"으로 이어지는 묘사이다. 2023년 현재 브란트 라인은 구식이라는 비판을 받고 있지만 여전히 세계적인 불평등을 가시화하는 유용한 방법으로 여겨진다.

### '남반구' 용어의 사용
'남반구'는 남쪽 반구 국가들이 정치적, 경제적, 사회적, 환경적, 문화적, 기술적 문제에 대해 협력하는 데 일부분으로 등장했다. 이것은 남쪽-남쪽 협력(SSC)이라고 불리는데, 이는 글로벌 남쪽 국가들 사이에서 상호 이익을 증진시키고 세계 경제 변화를 추구하여 세계 시스템에서 불리한 입장에 있는 국가들 간에 더 큰 연대를 이끌어내는 장기적인 목표를 가리키는 정치적이고 경제적인 용어이다. 희망은 글로벌 남쪽 국가들이 사회적, 정치적, 그리고 경제적 발전에서 서로를 돕고, 그 과정에서 세계 시스템을 근본적으로 변화시켜 세계 북쪽의 이익 뿐만 아니라 그들의 이익을 반영하는 것이다. 이는 국가 주권 존중, 국가 소유권, 독립성, 평등, 무조건성, 국내 정치에 대한 무입장, 상호 이익의 원칙에 따른다. 이 모델을 사용하는 국가들은 이를 상호 이익을 가져다주는 관계로 보며, 이를 통해 높은 인구압력, 가난, 기아, 질병, 환경 악화, 갈등, 자연 재해와 같은 발전 과제를 해결하기 위해 지식, 기술, 전문 지식, 자원을 확산시킨다. 또한 이러한 국가들은 환경 보호, HIV/AIDS와 같은 국경을 넘어간 문제와 자본과 노동의 이동을 다루기 위해 함께 협력한다.
사회 정신 의사 빈센조 디 니콜라는 남반구를 비판적인 세계화와 세계 정신 건강 운동의 격차와 한계 사이의 다리로 적용하여 사회 정신 의학에 대한 새로운 인식론을 만들기 위해 보아벤투라 데 수사 산토스의 "남쪽의 인식론" 개념을 도입했다.

## 개발 정의
'인간 지리 사전(The Dictionary of Human Geography)은 발전을 '사회적 변화의 과정이거나 국가 경제를 변형하는 계급과 국가 프로젝트'로 정의한다.
경제 발전은 특정 경제에서의 진전을 측정하는 것이다. 이는 기술의 발전, 농업 중심 경제에서 산업 중심 경제로의 전환, 그리고 생활 수준의 향상을 의미한다.
"북반구"에 속하는 것은 발전을 함축하고, "남반구"에 속하는 것은 그 반대를 의미한다. N. Oluwafemi Mimiko에 따르면, 남쪽은 적절한 기술이 부족하고 정치적으로 불안정하며, 경제는 분열되어 있으며, 외환 수입은 주로 북쪽으로 수출되는 주요 제품의 가격 변동에 의존한다. 남쪽이 수입 및 수출에 대해 행하는 제어 수준의 낮음은 남쪽이 제국주의적 시스템에 순응하도록 한다. 남쪽의 발전 부족과 북쪽의 고도의 발전은 그들 사이의 불평등을 심화시키고, 남쪽을 발달된 국가들의 원자재 공급원으로 남긴다. 북쪽은 경제 발전과 산업화를 상징하며, 남쪽은 이전 식민지국가로서 국제 원조 계획의 형태로 도움이 필요한 나라들을 대표한다.
또한, '북쪽과 남쪽의 경계를 횡단하는 지역주의: 국가 전략과 글로벌화'에서 장 그루겔은 남반구 국가들의 경제 발전을 결정하는 세 가지 요인을 국가 내 및 국가 간 엘리트 행동, '지리적' 영역 내 통합 및 협력, 그리고 결과적으로 국가 및 지역의 글로벌 세계 시장 및 관련 정치 경제적 계급 내 위치로 언급했다.

## 분열 설명 이론
남북 간의 발전 격차는 때로 역사적인 용어로 설명되기도 한다. 의존이론은 남북 간의 지속적인 식민지 관계를 거슬러 올라보고, 식민지 지역이 그러한 관계로 인해 빈곤해졌다는 점을 강조한다. 이 학파의 이론가들은 전 식민지 국가들의 경제가 내부 수요가 아닌 외부 수요를 충족하기 위해 계속해서 지향되어 왔으며, 이러한 맥락에서 진행된 발전 체제가 발전하지 않은 나라에서 산업화된 나라에서 발견되는 심각한 계급 구조를 재생산하는 경향이 있다고 주장한다. 의존이론은 라틴아메리카 구조주의와 긴밀하게 얽혀 있으며, 글로벌 남쪽에서 태어난 발전 경제학 학파 중 유일하게 국가 연구 기관과 관련되고 국립 은행 및 재무부의 지원을 받은 학파이다. 구조주의자들은 의존을 국가의 경제가 외부 경제에 의존하지 않고 자본 축적의 과정을 완성하지 못하는 것으로 정의했다. 보다 구체적으로는 주요 자원 수출국이 제조업 제품에 의존하는 것으로 인식되었다. 이로써 구조주의자들은 수입 대체 산업화 정책을 주장했는데, 이는 수입된 제품을 국내 제품으로 대체하는 것을 목표로 했다.
새로운 경제 지리학은 산업의 물리적 조직에 따른 발전 격차를 설명하며, 기업들이 규모 경제를 활용하고 생산성을 증가시키기 위해 집단화하는 경향이 있다고 주장한다. 북반구는 남빈구보다 기업 집단화가 더 많아 산업이 더 경쟁력 있게 되었다고 주장된다. 북반구의 임금이 일정 수준에 도달할 때만 기업이 남반구에서 운영하는 것이 더 유리해지고, 그에 따라 집단화가 시작될 수 있다고 주장된다.

### 관련이론
남반구(Global South)라는 용어는 많은 연구 이론들과 관련되어 있다. 남반구로 분류되는 많은 국가들이 이전에는 북반구 국가들에 의해 식민지로 삼키면서 발전이 빨리 이루어지지 못하는 불이익을 겪었다. 의존 이론가들은 정보가 하향식 접근을 하며 먼저 글로벌 남반구 국가들이 아닌 북반구 국가들에게 도달한다고 제안한다. 이러한 많은 국가들이 정치적이나 경제적인 지원에 의존하는 동안, 이는 정보가 서양적 편향을 형성하고 학문적 의존성을 만들어내는 기회를 열었다. 멘렐로 리톤주아는 의존 이론의 독특한 문제들의 이유를 "세계 남반구/제3세계 국가들의 빈곤과 발전문제의 기본적인 맥락은 그들의 전통주의가 아니라 부유한과 가난한, 강력한과 약한 국가들 사이의 지배와 의존 관계에 있다"고 설명했다.
의존의 많은 부분을 가져온 것은 현대화를 이루려는 노력이었다. 제2차 세계 대전 이후 미국은 개발도상국을 빈곤에서 벗어나게 하기 위해 재정적인 도움을 주려고 노력했다. 현대화 이론은 남반구를 일찍이 북반구처럼 만들기 위해 노력했다. 다른 말로, 서양 기술 자본, 조직 형태 및 과학 기술을 개발도상국에 '수출'함으로써 사회는 현대화를 빨리 할 수 있다. 이 이념에 따르면, 국가들이 서양식으로 따른다면, 그들은 더 빨리 발전할 수 있다.
현대화 시도 이후, 이론가들은 포스트개발 관점을 통해 그 효과를 의문하기 시작했다. 포스트개발 이론가들은 모든 개발도상국이 서양식을 따라야 하는 것은 아니라고 설명하며 자신만의 발전 계획을 만들어야 한다고 주장한다. 이는 지역 수준에서 사회들이 글로벌 자본과 다른 현대적 선택의 영향을 받지 않고 자신들이 인식하는 대로 자신의 발전 경로를 추구할 수 있도록 허용되어야 한다는 것을 의미하며, 따라서 유럽 중심 모델의 전체 패러다임을 거부하고 비서양 사회에 대한 새로운 사고 방식을 지지한다. 포스트개발의 목표는 개발을 거부하는 것이 아니라 개발에 대한 새로운 방식을 채택함으로써 개발을 거부하는 것이다.

## 논의

선진국 (IMF)
개발도상국 (IMF)
최빈국 (UN)
자료 없음
IMF와 UN에 따른 국가 분류를 보여주는 세계 지도 (2023년 4월 업데이트).

북반구와 남반구 사이의 분리 정확성은 여러 측면에서 논의되고 있다. 먼저, 국가들의 정치적, 경제적, 인구 특성의 차이는 단일한 남쪽 개념을 복잡하게 만든다. 글로벌화는 또한 두 가지 명확한 경제적 영역 개념을 도전했다. 1978년에 시작된 중국의 포스트-마오 자유화 이후 아시아 국가들의 국가 경제 간 성장하는 지역 협력은 북쪽의 주요 경제력으로서의 분산화를 이끌었다. 남쪽의 경제적 지위도 분열되었다. 2015년 기준으로, 남반구의 하위 60개국을 제외한 모든 국가들이 수입, 다변화 및 세계 시장 참여 측면에서 북쪽에 뒤처지고 있다고 여겨졌다.
그러나, 다른 학자들인 제이슨 히켈과 로버트 웨이드는 글로벌 남반구가 경제적으로 상승하고 있지 않으며, 글로벌화 이후 북쪽과 남쪽 간의 세계적 불평등이 증가했다고 제안했다. 히켈은 남쪽과 북쪽 사이의 자원 교환이 북쪽을 유리하게 하고 있다고 주장했다. 2015년에는 남반구에서 북반구로 240조 달러 이상의 무차별적인 이익이 추출되었다고 한다. 이 수치는 남반구에게 주어진 금전적 지원액의 약 30배에 달한다.
글로벌화는 IMF, 세계은행, WTO 및 다양한 유엔 관계 기관과 같은 국제 기구의 발전 노력의 이론적 기반이 되었다. 그러나 이러한 그룹들은 글로벌화와 불평등 간의 관계에 대한 인식에서 다르다. 그러나 일부는 세계 경제 모델로서의 글로벌화의 정확성을 여전히 비판하며, 세계 정치에서 국가의 영향력과 지역 무역 관계의 중요성을 강조한다. 최근에는 남반구를 세계 경제 질서에 보다 의미 있게 통합하기 위한 노력이 있었다.
북반구와 남반구의 분리는 국제 환경 협력에 도전을 제공한다. 북반구와 남반구 사이의 경제적 차이로 인해 전 세계적인 온난화에 대한 과학적 증거와 데이터에 대한 분쟁이 일어나고 있다. 남쪽은 북쪽 데이터를 신뢰하지 않으며 자체적으로 기술을 구비할 여력이 없기 때문에 이러한 분쟁이 발생한다. 이러한 분쟁에 더해, 책임, 지불자 및 남쪽의 따라잡을 가능성에 대한 심각한 분열이 있다. 이는 신종 권력의 등장으로 점차 흐릿해지는 세 분열을 낳고 있다. 정부, 기업 및 비정부 기구와 같은 다양한 행위자들은 글로벌 북쪽과 글로벌 남쪽 사이의 분리로 인한 글로벌 온난화 문제를 예방하는 데 어떠한 긍정적인 활동도 영향을 미친다. 북쪽과 남쪽 정부 간의 분쟁으로 인해 국제 논의가 붕괴되었다. 대부분의 환경 문제에 대처하기 위해서는 국제적 협력이 필요하지만, 북쪽과 남쪽은 모든 종류의 시행 및 집행에 대한 정체 상태를 기여하며, 이는 주요 문제로 남아 있다.

### 용어 논쟁
개발과정에서 많은 학자들은 '개발도상국'이나 '제3세계'와 같은 이전 용어보다 '남반구'를 사용하는 것을 선호했다. Global South의 공동 편집자인 리 앤 덕은 이 용어가 "이러한 국가들의 자주성과 발전을 위협하는 지배적인 힘에 저항하기에 더 적합하다"고 주장했다. '남반구/북반구' 구분은 상하계급을 시사하지 않기 때문에 과거의 '선진국/개발도상국' 이분법보다 선호된다. 런던 경제정치학교 글로벌 남반구 부서의 공동 창립자 알바로 멘데즈는 이 용어의 능력을 칭찬했다. 멘데즈는 중국, 인도, 브라질 등의 국가들에서의 신흥 경제에 대해 논의한 남반구에 관한 논문에서, 2030년까지 세계 중산층의 80%가 개발도상국에 거주할 것으로 예측된다고 말했다. 이 용어의 인기는 "개발과 문화적 차이에 중점을 두는 것에서 이탈하고 지리정치적 관계의 중요성을 인식하는 것"을 나타낸다.
이 용법에 대한 비판자들은 종종 이것이 모호한 일반 용어라고 주장한다. 다른 사람들은 이 용어와 그 사용, 그리고 그로 인한 결과가 주로 남반구 국가들의 상류층에 이익을 주고 있다고 주장한다. 그들은 남쪽-남쪽 관계가 확대되는 정치적, 경제적 현실에서 이득을 얻을 것이라고 말한다.
학자 앤 마흐러에 따르면, 이 나라 기반의 남반구 이해는 냉전적인 라디컬 정치적 사고에 깊은 뿌리가 있는 개념의 도용으로 간주된다. 이 정치적 사용에서 남반구는 지리적으로 유연하게 사용되며, "현대 자본주의 글로벌화에 부정적으로 영향을 받는 공간과 인류"를 나타낸다. 다시 말해, 지리적 북쪽에 경제적 남쪽이 있고, 지리적으로 남쪽에 북쪽이 있다. 이 지리적으로 유연한 정의를 통해 남반구에 또 다른 의미가 부여되며, 이는 세계의 "남쪽들"이 서로를 인식하고 그들의 상황을 공유하는 글로벌 정치 공동체를 나타낸다.
글로벌 남반구의 지리적 경계는 여전히 논쟁의 대상이다. 일부 학자들은 이 용어가 "고정된 개념이 아니라"고 주장한다. 다른 사람들은 "다양한 국가 및 지역을 하나의 범주로 묶는 것은 서로 다른 국가 및 지역 간의 특정한(역사적) 관계를 희석시키는 경향이 있으며, 이러한 관계 내의 권력 불균형"에 반대한다. "국가 내의 부자간의 차이를 숨기고, 따라서 글로벌 남반구와 북반구의 부자들 사이의 유사성 및 전 세계에서 가난한 사람들이 직면한 형편을 가려버릴 수 있다"고 말한다.

## 향후 개발
일부 경제학자들은 국가간 국제 자유 무역 및 장벽이 없는 자본 이동이 남북간의 격차를 축소할 수 있다고 주장했다. 이 경우 더 공정한 무역과 자본의 흐름은 개발도상국이 경제적으로 더 발전할 수 있는 가능성을 제공할 수 있다.
남쪽의 일부 국가가 급속한 발전을 경험하는 가운데, 그러한 국가들이 높은 수준의 남쪽-남쪽 지원을 개발하고 있다는 증거가 있다. 특히 브라질은 높은 수준의 지원(매년 10억 달러로 많은 전통적 기부국들을 앞서는)과 자체 경험을 활용하여 높은 수준의 전문 지식 및 지식 전달을 제공하는 데 주목받고 있다. 이것은 대기 중인 세계 모델로 묘사되었다.
유엔은 또한 북과 남 간의 격차를 줄이는 데에 그 역할을 정립했다. 이를 위해 2015년까지 달성되어야 할 모든 천년개발목표를 설정했다. 이 목표들은 극심한 빈곤과 기아를 근절하고, 세계적 보편적 교육과 보건을 실현하며, 성별 평등을 촉진하고 여성을 자립시키며, 아동 사망률을 감소시키고, 모성 보건을 개선하고, HIV/AIDS, 말라리아 및 기타 질병을 대비하며, 환경 지속 가능성을 보장하고, 개발을 위한 세계적 동반자관계를 발전시키는 것이다. 이들은 2015년 유엔 총회에 의해 설정된 17가지 지속가능발전목표(SDGs)로 대체되었다. 이 SDGs는 "2030년 계획"이라는 유엔 결의의 일부이다.

## 사회와 문화

### 디지털 기술 격차
글로벌 디지털 및 기술적 격차는 종종 남북 분열과 대응한다고 특징 지어지는데, 그러나 인터넷 사용, 특히 고속 인터넷 접속은 아시아에서 다른 대륙과 비교하여 급증하고 있다. 이 현상은 아시아 많은 국가들이 과거의 인터넷 기술과 인프라를 건너뛰고 대규모 경제가 번성함에 따라 더 많은 사람들이 온라인으로 들어올 수 있게 된 능력으로 부분적으로 설명된다.

### 미디어 표현
대중 매체는 종종 남반구를 북반구와 비교하며, 분열을 돕는 요인으로 여겨진다. 서양 매체는 개발도상국을 일반화된 시각으로 제시하며, 편향된 보도를 통해 빈곤 및 기타 부정적 이미지에 과도하게 집중한다. 이러한 일반적인 보도는 개발도상국은 서양의 가치와 기준에 대비하여 사회경제적 및 정치적으로 후퇴된 것이 스테레오타입이 되었다
또한 대중 매체는 개발도상국 사람들이 받는 정보에 영향을 미쳤다. 뉴스는 주로 선진국을 다루며 정보 흐름의 불균형을 만들어냈다.

## 같이 보기
- 제3세계
- 경제지리학
- 사회경제학
- 북대서양 조약기구
- 3개의 세계 모델